# Anomalurus pelii
L'anomaluro di Pel o scoiattolo volante di Pel (Anomalurus pelii Schlegel & Müller, 1845) è un mammifero roditore della famiglia degli Anomaluridi.

## Distribuzione
Con due sottospecie (Anomalurus pelii auzembergeri e Anomalurus pelii pelii) la specie è diffusa con areale piuttosto frammentato in Liberia, Costa d'Avorio, Ghana e Nigeria.
Il suo habitat è costituito dalle aree pianeggianti ricoperte da foresta densa ben matura, con presenza di sparsi alberi più alti degli altri.

## Descrizione

### Dimensioni
Misura fino a quasi un metro di lunghezza (di cui poco meno della metà spetta alla coda, lunga i 3/4 del corpo), per un peso che sfiora gli 1,8 kg: tali dimensioni ne fanno il maggiore rappresentante della famiglia Anomaluridae.

### Aspetto
Il pelo è completamente nero sul dorso e sulla testa, mentre ventre, coda, muso, zampine, orecchie e cerchi perioculari sono di colore bianco latte: i bordi del patagio sono bianchi nella sottospecie nominale e neri nella sottospecie auzembergeri. La coda presenta parte distale apparentemente più spessa a causa del pelo più lungo che ivi cresce: sul muso sono presenti lunghe vibrisse, mentre sul terzo prossimale inferiore della coda trovano posto dodici scaglie cornee disposte in due file parallele, che in questa specie sono particolarmente sviluppate.

## Biologia
Si tratta di animali dalle abitudini crepuscolari e notturne: durante il giorno riposano in cavità dei tronchi d'albero site anche a 40 metri d'altezza, nelle quali trovano posto fino a 6 animali.

Si tratta di animali piuttosto aggressivi, che reagiscono ad eventuali minacce o intrusioni con minacciosi suoni gutturali, sibili e sfregando i denti, a volte utilizzando la cavità del proprio rifugio per amplificarne il suono.

### Alimentazione
Si tratta di animali erbivori, che si nutrono prevalentemente di corteccia ma di tanto in tanto integrano la propria dieta con frutti di palma, foglie e germogli.

### Riproduzione
Si riproduce due volte l'anno durante la stagione delle piogge, dando alla luce fino a tre cuccioli per volta: poco o nulla si conosce tuttavia dei meccanismi riproduttivi di questa specie.